# 壓勝俑

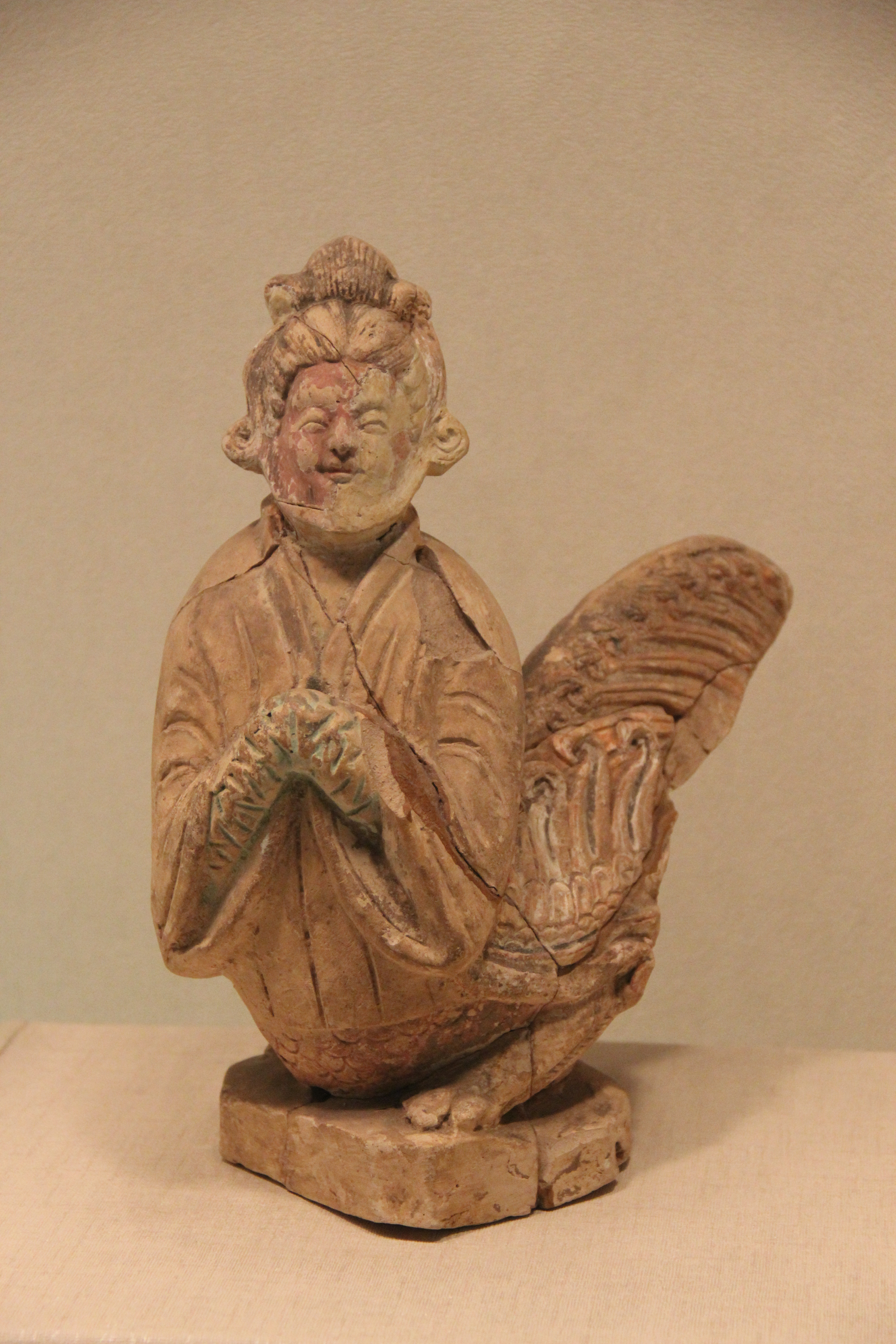
唐代首鳥身俑，現為中國瀋陽市遼寧省博物館展品。

壓勝俑，是在唐代初年開始出現的一種墓葬土俑。其出現原因主要與古人希望制勝邪物和祈福納祥有關。

## 意義
壓勝俑的「壓勝」二字原本寫成「魘勝」，意即「魘而勝之」。由於古代人迷信透過使用法術或符咒等方法可以控制邪祟，帶來吉祥。故製作壓勝俑達到前述的目的。

## 演變
唐代初年，湖南長沙和山西長治地區流行使用形象怪異的壓勝俑。其後又擴展到浙江、廣東、廣西、河南、河北以及陝西等地。鎮墓俑一般以力士或天王形象出現，壓勝俑則為十二生肖。此後到了南唐時期，江蘇、安徽地區的帝后陵墓中葬有壓勝俑的習俗都成為普遍現象，並一直延續到宋代及明代時期。而當時壓勝俑的形象已經演變成人首魚身俑、人首禽身俑、人首獸身俑、兩人首龍或蛇俑、兩獸首龍或蛇首俑等類型。學者認為兩人首龍、蛇身俑或兩獸首龍、蛇身俑兩對鎮墓壓勝俑正是金朝、元朝時期張景文《大漢原陵秘葬經》中記載的「墓龍」，而人首魚身俑和人首獸身俑就是「儀魚」。但因宋代喪葬習俗出現變化，宋人流行焚燒紙明器，隨葬陶俑的數用因此減少。

## 集中地區
唐代的壓勝俑或鎮墓神煞俑存在於中國多個分區。當中土俑的形象、製作物料等因素多少能反映各地在文化傳統上的差異與文化交流情況。另外，亦能表現時人喪葬習俗的信仰、觀念和意識。學者認為唐朝壓勝俑的分區大致如下：
- 兩京地區：以西安為中心的關中地區和以洛陽為中心的河南大部分地區，但並不包括豫北安陽，豫東鞏義等地方
- 華北地區：所指的是山西太原、長治，河南安陽、鞏縣，河北清河、定縣、南和、獻縣，北京，天津、遼寧朝陽等地方
- 長江中游地區：包括武漢和長沙一帶
- 江蘇南部地區：長江沿岸的高郵、揚州、鎮江、蘇州等地
- 新疆吐鲁番地區：高昌故城以北的阿斯塔那（哈喇和卓）地區

## 相關文獻
- 曹者祉《中國古代俑》，1998年由上海文化出版社出版